# Gara Golești
Gara Golești este o gară care deservește orașul Ștefănești, România.